# Corsia torricellensis
Corsia torricellensis ist eine blattgrünlose Pflanzenart aus der Familie der Corsiaceae. Sie wurde 1905 von Friedrich Richard Rudolf Schlechter erstbeschrieben und war die zweite bekannte Art der Gattung.

## Merkmale
Wie alle Arten der Gattung hat auch Corsia torricellensis die Photosynthese aufgegeben und bildet dementsprechend kein Chlorophyll mehr. Stattdessen lebt sie myko-heterotroph von einem Pilz.
Corsia torricellensis ist eine unverzweigt und aufrecht wachsende, mehrjährige krautige Pflanze. Aus dem kurzen, kriechenden Rhizom sprießen zwei bis drei, 9 bis 12 Zentimeter lange Stängel. Das Blattwerk ist auf Schuppenblätter reduziert und wächst wechselständig entlang des gesamten Stängels.
Die rötlichen Einzelblüten sind endständig und haben einen Durchmesser von 1,6 Zentimeter. Von den sechs Blütenblättern (je drei in zwei Blütenblattkreisen) sind fünf fadenförmig bis linear, stehen fast horizontal ab, das oberste sechste, das Labellum, ist vergrößert und herzförmig. Es umschließt die Blütenknospe und überdeckt nach ihrer Öffnung schützend die anderen Blütenorgane.

## Verbreitungsgebiet
Corsia torricellensis ist im nordöstlichen Teil Neuguineas in den Wäldern des Torricelli-Gebirges in Höhenlagen von 1000 Metern beheimatet.